# 黃斑水腫
黃斑水腫是一種發生在眼睛內的黃斑後面的視網膜水腫，一般來說，水腫是由一些液體和蛋白質造成有關部位的增厚和膨脹。腫脹可能會扭曲一個人的中央視力，因為黃斑是眼球中心附近的視網膜後面的。
黃斑水腫的成因，其中之一可能是由糖尿病引起。
黃斑囊樣水腫是一種黃斑水腫，其中包括囊腫的形成。